# Johan Willemen
Johan Willemen (Anversa, 1951) è un dirigente d'azienda belga, presidente della Federazione Europea dei Costruttori dal 2014 al 2016.

## Biografia
Johan Willemen è stato presidente della FIEC (Federazione europea dell'industria delle costruzioni) per il periodo 2014-2016, succedendo a Thomas Schleicher.
Ingegnere civile, Willemen è l'amministratore delegato della sua azienda a conduzione familiare in Belgio. L'azienda di famiglia, Willemen Group, è attiva nella costruzione di uffici, case, sviluppo di progetti, edilizia industriale, grandi progetti infrastrutturali e costruzione di strade. Willemen Groep impiega 2300 persone e realizza un fatturato di 700 milioni di euro.
È stato presidente della Confédération Belga Construction/Confederatie Bouw, vicepresidente della FIEC e presidente della Commissione Sociale.
Del suo comitato direttivo della FIEC chano fatto parte i vicepresidenti Frank Dupré in rappresentanza della Germania; Jean-Louis Marchand, Francia; Duccio Astaldi dall'Italia, in rappresentanza di EIC (European International Contractors); Paolo Astaldi in rappresentanza dell'Italia; Kjetil Tonning dalla Norvegia, in rappresentanza di Danimarca, Estonia, Finlandia, Lituania, Norvegia e Svezia; Guillermo Aparicio dalla Spagna; Maxime Verhagen dai Paesi Bassi, in rappresentanza di Belgio, Lussemburgo e Paesi Bassi; Alexander Pongratz dall'Austria, in rappresentanza di Austria, Svizzera, Ungheria, Croazia, Slovenia e Repubblica Slovacca; Emre Aykar dalla Turchia; Michail Daktylidis dalla Grecia in rappresentanza di Bulgaria, Cipro, Grecia e Romania; e Ricardo Gomes dal Portogallo, in rappresentanza di Irlanda, Malta e Portogallo.
Nel 2016 il figlio Tom Willemen, 40 anni, ha preso il posto del padre Johan Willemen come CEO del Willemen Group.